# Julián Kent
Julián William Kent (Buenos Aires, 5 agosto 1917 – Buenos Aires, 5 aprile 2005) è stato un dirigente sportivo, notaio e diplomatico argentino, presidente del Club Atlético River Plate dal 1968 al 1973.

## Biografia
Notaio e padre di due figli, Kent era abbonato al River dal 1931 con la tessera di socio numero 3.139; seguiva sovente le partite allo Stadio monumentale Antonio Vespucio Liberti. In gioventù aveva giocato a calcio come portiere. Entrò a far parte del settore dirigenziale nel 1942 e il 9 marzo 1968 vinse le elezioni per la presidenza del club, superando gli avversari Botto e Delfino; alle votazioni parteciparono 12.488 persone e il risultato finale vide Kent primeggiare con 9.109 voti. Durante il suo periodo in carica, il club non raccolse alcun titolo né in àmbito nazionale né internazionale, e ci furono pochi acquisti eclatanti, dato che la politica del dirigente era di valorizzare il settore giovanile; Kent decise poi di dimettersi a fine 1973, e le sue dimissioni furono accolte il 2 gennaio 1974. Si ricandidò poi nel 1975, nel 1979 e nel 1983, perdendo a favore di Rafael Aragón Cabrera (le prime due volte) e Hugo Santilli. Dal 1989 al 1992 fu ambasciatore d'Argentina nei Paesi Bassi.